# 니키 진
니키 진 (Nikki Jean, 본명: Nicholle Jean Leary ~ )은 미국의 싱어송라이터이다.